# Tipula susurrans
Tipula susurrans är en tvåvingeart som beskrevs av Edwards 1932. Tipula susurrans ingår i släktet Tipula och familjen storharkrankar. Inga underarter finns listade i Catalogue of Life.